# Kremnický Štós
Kremnický Štós je přírodní rezervace v Kremnických vrších ve správe státní ochrany přírody Štiavnické vrchy.
Nachází se v katastrálním území města Kremnica v okrese Žiar nad Hronom v Banskobystrickém kraji. Území bylo vyhlášeno či novelizováno v letech 1953, 1980, 1993 na rozloze 18,7700 ha. Ochranné pásmo nebylo stanoveno.